# Металург (хокейний клуб, Жлобин)
Хокейний клуб «Металург» — хокейний клуб із м. Жлобина, Білорусь. Заснований 29 травня 2006 року. Виступає в Білоруській Екстралізі.
Домашні матчі проводить на Льодовому палаці спорту «Металург». Кольори клубу — червоно-сині, командне прізвисько — «сталеві вовки».

## Історія
Команда «Металург» почала виступати на республіканській арені з 1985 року. Під назвою «Белсталь» дебютувала у 3-му чемпіонаті Білорусі (1995 р.), через рік — у чемпіонаті СЄХЛ, але за різних причин після сезону 1995—96 років була розформована. Відроджена у 2006 році (через 10 років) по завершенню будівництва у місті ЛП «Металург».

## Досягнення
Чемпіонат Білорусі
- Чемпіон (4): 2012, 2022, 2023, 2024
- Срібний призер (1): 2013
- Бронзовий призер (2): 2009, 2011

Кубок Білорусі
- Володар Кубка Білорусі (1): 2012
- Фіналіст (3): 2011, 2013, 2014

## Капітани
- Олександр Макрицький — з 2010